# Mikita Lapazenka
Mikita Lapazenka (* 6. Juni 1995) ist ein belarussischer Leichtathlet, der sich auf den Weitsprung spezialisiert hat.

## Sportliche Laufbahn
Erste internationale Erfahrungen sammelte Mikita Lapazenka im Jahr 2015, als er bei den U23-Europameisterschaften in Tallinn mit einer Weite von 7,08 m in der Qualifikationsrunde ausschied. Zwei Jahre später erreichte er bei den U23-Europameisterschaften in Bydgoszcz das Finale, brachte dort aber keinen gültigen Versuch zustande. 2019 schied er bei den Militärweltspielen in Wuhan mit 7,16 m in der Vorrunde aus. 
2021 wurde Lapazenka belarussischer Meister im Weitsprung im Freien sowie 2022 in der Halle.

## Persönliche Bestleistungen
- Weitsprung: 8,01 m (+1,9 m/s), 2. Juni 2021 in Brest
  - Weitsprung (Halle): 7,92 m, 11. Februar 2022 in Homel